# Thick as a Brick
Thick as a Brick är det femte musikalbumet av den brittiska gruppen Jethro Tull, utgivet 1972. Albumet var gruppens första att nå toppen på Billboardlistan i USA.
Albumet innehåller endast en låt, "Thick as a Brick". Att låten är uppdelad i två delar beror på att det naturligt blev så eftersom den gavs ut på LP och låten fyllde båda sidorna. Texten består av en lång dikt som påstås vara skriven av skolpojken Gerald Bostock och sedan tonsatt av bandet. Bostock var ingen verklig person även om många fortfarande tror det. Sångaren Ian Anderson har berättat att Gerald Bostock och dikten endast är påhittad av honom själv och bandet. Förutom Andersons välkända flöjtspel förekommer även många andra för rockmusiken ovanliga instrument såsom harpa, luta, fiol och xylofon på skivan.
Ian Anderson har sagt i den amerikanska radioshowen In the Studio att skivan kom till som ett svar på att musikkritiker kallat den föregående skivan, Aqualung, för ett konceptalbum, och Anderson därför ville göra ett riktigt episkt och bombastiskt konceptalbum som svar på tal.
Skivan gavs ursprungligen ut i ett fodral utformat som en dagstidning komplett med artiklar, korsord, insändare, reklam och annat vanligt förekommande i tidningar, t o m en recension av egna skivan, allt med en parodisk ton. Skivan låg invikt i "tidningen".

## Låtlista
Sida 1
1. "Thick as a Brick (Part 1)" – 22:40

Sida 2
1. "Thick as a Brick (Part 2)" – 21:06

- Text och musik av "Gerald Bostock" (Ian Anderson).

## Medverkande
Jethro Tull
- Ian Anderson – sång, akustisk gitarr, flöjt, violin, trumpet, saxofon
- Martin Barre – elektrisk gitarr, luta
- John Evan – piano, orgel, cembalo
- Jeffrey Hammond (som "Jeffrey Hammond-Hammond") – basgitarr, röster
- Barriemore Barlow – trummor, percussion, timpani

Produktion
- Ian Anderson – musikproducent
- Terry Ellis – musikproducent
- David Palmer – arrangement
- Robin Black – ljudtekniker

## Listplaceringar
| Lista (1972)   | Position            |
| -------------- | ------------------- |
| Australien     | 1 (Go Set)          |
| Danmark        | 1                   |
| Finland        | 4                   |
| Kanada         | 1 (RPM)             |
| Nederländerna  | 3                   |
| Norge          | 3 (VG-lista)        |
| Storbritannien | 5 (UK Albums Chart) |
| Sverige        | 7 (Kvällstoppen)    |
| USA            | 1 (Billboard 200)   |
| Västtyskland   | 2                   |